# Usinage par interpolation
Pour un article plus général, voir Usinage.
 (septembre 2024).
Si vous disposez d'ouvrages ou d'articles de référence ou si vous connaissez des sites web de qualité traitant du thème abordé ici, merci de compléter l'article en donnant les références utiles à sa vérifiabilité et en les liant à la section « Notes et références ».
Dans le cadre d'un usinage par une machine multi-axes, généralement à commandes numériques (CNC), l’usinage par interpolation consiste à usiner une pièce grâce à l'interaction des axes moteurs d'une machine. Lors de ce type d'usinage, les axes sont nécessairement non indépendants (axes reliés),. 

## Principe
Un fraiseuse conventionnelle à trois axes motorisés, nommés x, y et z, et formant un repère orthogonal. Le brut est fixé sur le bâti de la machine, et les opérations simples se font en actionnant qu'un axe à la fois, ce qui donne des pièces dont les faces sont alignées avec les axes (le volume peut globalement se décomposer en parallélépipèdes rectangles, aux arrondis près).
Si l'on veut obtenir des formes plus complexes, il faut alors soit modifier l'orientation de la pièce, soit actionner plusieurs axes à la fois et ce de manière coordonnée. Cette dernière façon de faire est appelée usinage par interpolation.

## Types d'interpolation
L'usinage peut être :
- linéaire : segments de droites non parallèles aux axes de la machine ;
- circulaire : cercles ou portions de cercles ;
- hélicoïdal : cercles ou portions de cercles adjointes d'un mouvement pas nécessairement orthogonal ;
- curviligne : formes ouvertes ou fermées décrites par un certain nombre de points clés, par exemple de type spline.

Remarque : l'usinage par interpolation curviligne (par exemple spline) fait appel à des méthodes mathématiques pour relier des points clés entre eux : ces méthodes sont aussi appelées interpolations mais désignent la notion de « points reliés ».

## Exemples d'usinages

### Par interpolation
- Contournage d'une pièce en fraisage.
- Rainurage non parallèle aux axes machine.

### Non interpolés
- Perçage suivant un des axes machine.
- Chanfreinage d'une pièce suivant un des axes machine.